# Abruffütterung

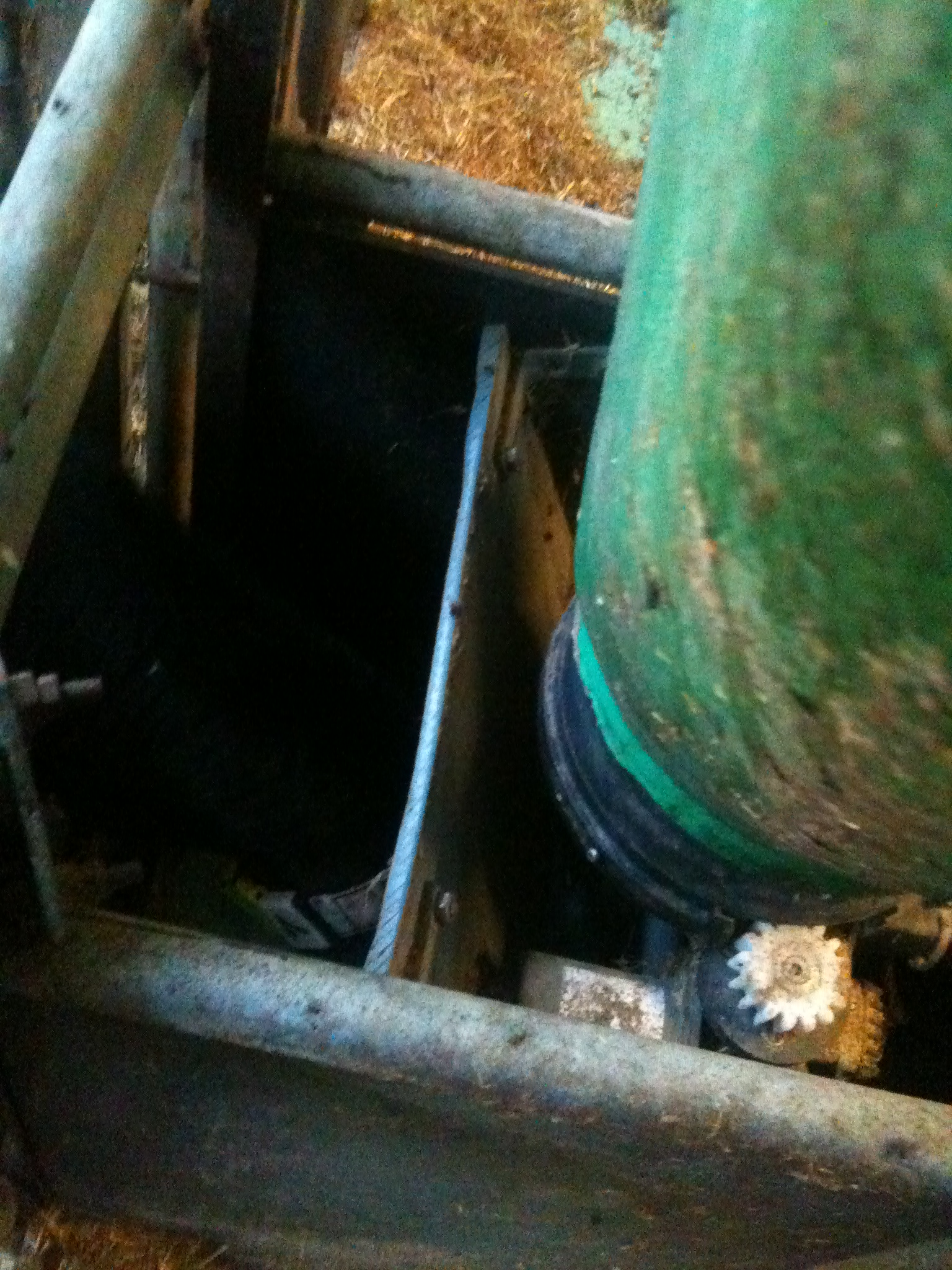
Abruffütterung für Kälberkraftfutter auf Haus Düsse

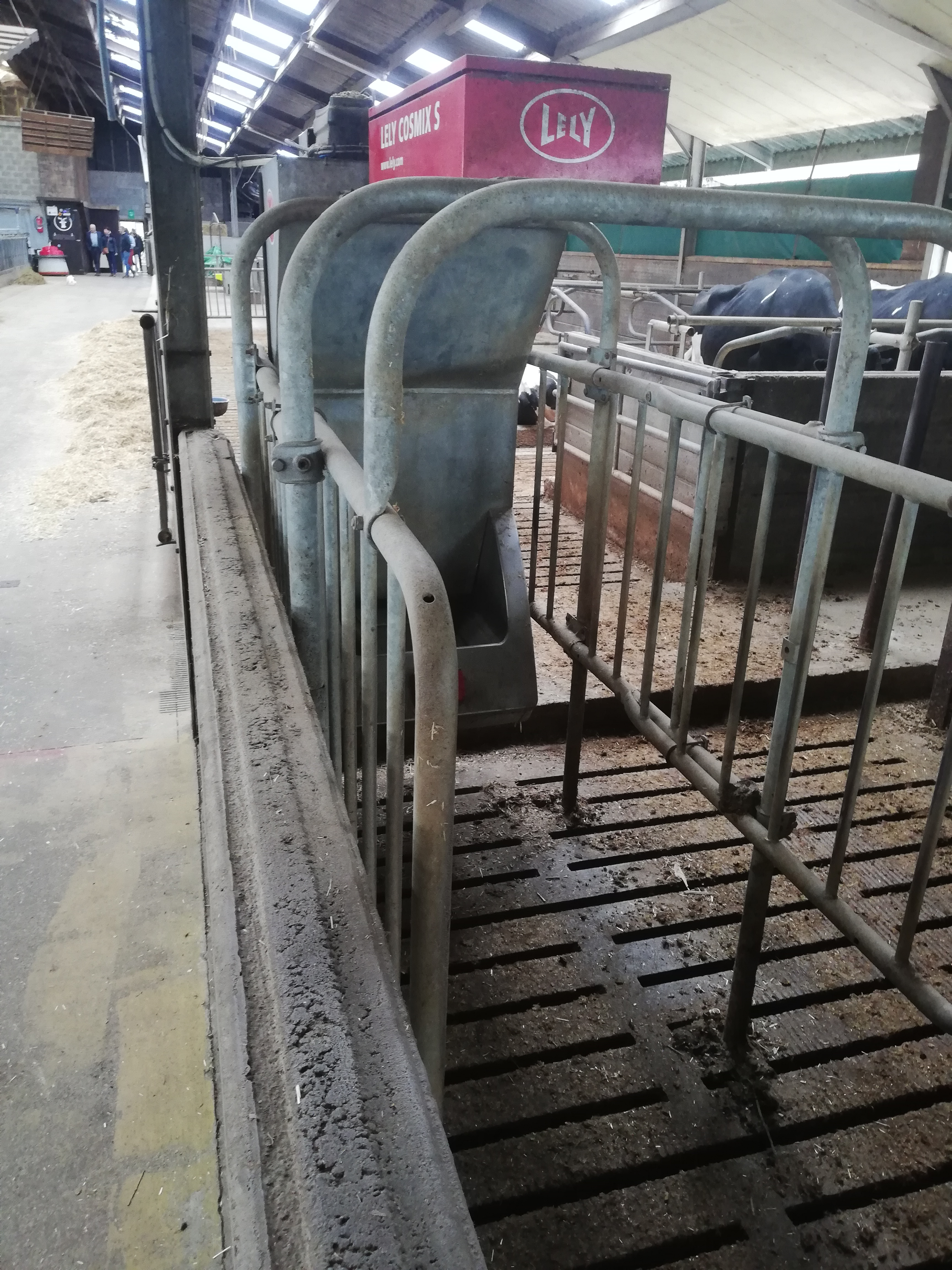
Abruffütterung

Unter einer Abruffütterung versteht man eine Methode der Tierfütterung in der Landwirtschaft, welche die individuelle Einzeltierfütterung verbessert. Die Abruffütterung kommt sowohl in der Schweinehaltung als auch in der Rinder- und Pferdehaltung zum Einsatz.
Die auch Transponderfütterung genannte Methode wird auch bei Kraftfutterzuteilung bei Milchkühen eingesetzt und teils in Pferdepensionsbetrieben eingeführt.

## Prinzip
Die Tiere werden nicht zu bestimmten Zeiten und zugleich gefüttert, sondern sie erhalten jederzeit computergesteuerten Zugang zum Futter.
Die Abruffütterung mithilfe einer Kraftfutterstation hat im Gegensatz zur standardmäßigen Fütterung den Vorteil, dass jedes Tier die Menge an Futter bekommt, die es auch tatsächlich benötigt. Es wird auf diese Weise verhindert, dass die stärkeren Tiere den größten Teil des Futters wegfressen, während schwächere in Folge den teils mit Speichel verschmutzten, ausselektierten Futterrest erhalten. Außerdem kann sehr viel Futter eingespart werden, da die Tiere immer nur jeweils  kleine Portionen bekommen.

## Aufbau

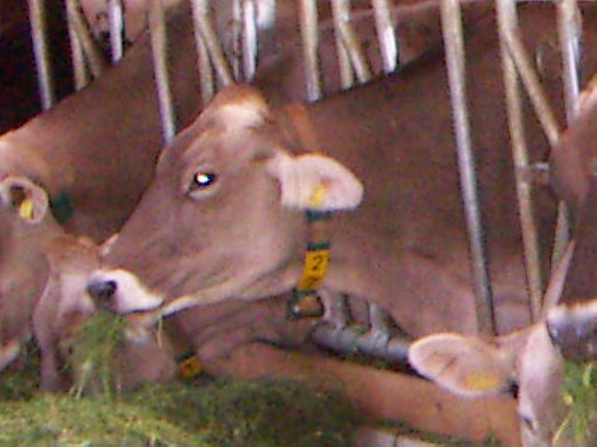
Kuh mit Transponderhalsband, hier an gewöhnlichem Futtertisch

Prinzip der Abruffütterung ist, dass Futterstationen an unterschiedlichen Stellen im Stall stehen. Betritt ein Tier eine Futterstation, so wird es durch den Transponder identifiziert und bekommt die vorgesehene Futterration. Schweine tragen den Transponder meist als Ohrmarke am Ohr, Milchkühe meist als Halsband. Dieser funktioniert ohne Batterien. Erst nach dem Verlassen der Futterstation kann diese Station von anderen Tieren wieder benutzt werden. Betritt das Tier jedoch wieder die Futterstation, obwohl es sein Futter bereits gefressen hat, so gibt der Automat kein weiteres Futter mehr.

## Voraussetzungen
Voraussetzung für eine intakte Abruffütterung ist, dass die Tiere genügend Raum, also genügend Rückzugsmöglichkeiten für sich beanspruchen können. So sinkt die Verletzungsgefahr. Rangkämpfe werden dadurch reduziert.
Des Weiteren sollte eine ständige Überwachung der einzelnen Tiere gewährleistet sein, damit die Kühe in den unterschiedlichen Stadien ihres Lebenszykluses optimal mit Nährstoffen versorgt werden.

## Kombination mit Melkroboter
In Melkrobotern wird meistens eine Abruffütterung integriert. Dort wird meist das energetisch hochwertige Ausgleichsfutter mit Rohproteingehalten von 30–40 % gegeben. Da dieses sehr schmackhaft ist, dient die Abruffütterung hier gleichzeitig als Lockmittel, um eine hohe tägliche Melkfrequenz sicherzustellen.